# ريموند دي فيليتا
ريموند دي فيليتا (بالإنجليزية: Raymond De Felitta)‏ هو منتج أفلام وكاتب سيناريو ومخرج وممثل أمريكي، ولد في 30 يونيو 1964 بنيويورك في الولايات المتحدة.

## ترشيحات
- جائزة الأوسكار لأفضل فيلم حي قصير

## وصلات خارجية
- ريموند دي فيليتا على موقع IMDb (الإنجليزية)
- ريموند دي فيليتا على موقع ألو سيني (الفرنسية)
- ريموند دي فيليتا على موقع أول موفي (الإنجليزية)
- ريموند دي فيليتا على موقع قاعدة بيانات الأفلام السويدية (السويدية)
- ريموند دي فيليتا على موقع قاعدة بيانات الفيلم (الإنجليزية)
- ريموند دي فيليتا على موقع كينوبويسك (الروسية)